# Karl August Folkers

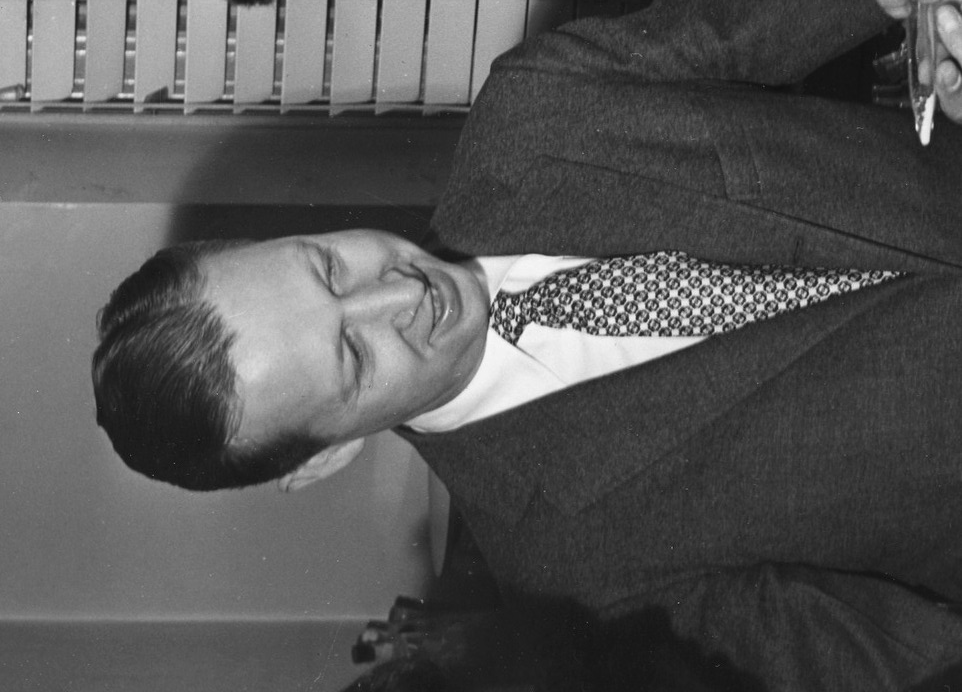
Karl August Folkers

Karl August Folkers (* 1. September 1906 in Decatur, Illinois; † 7. Dezember 1997 in New London, New Hampshire) war ein US-amerikanischer Biochemiker, der unter anderem für das Pharmaunternehmen MSD arbeitete und vor allem durch seinen Beitrag zur Isolierung des Vitamins B12 im Jahre 1948 bekannt wurde.
Karl August Folkers kam als Sohn des August William Folkers und der Laura Susan Folkers, geborene Black, zur Welt. Er studierte an der University of Illinois at Urbana-Champaign bei Carl Marvel und erhielt 1928 seinen Bachelor-Abschluss. Er wurde 1931 an der University of Wisconsin bei Homer Burton Adkins promoviert. Von 1931 bis 1934 arbeitete er an der Yale University bei Treat B. Johnson. Anschließend wurde er bei MSD eingestellt.
Folkers forschte an Alkaloiden, Antibiotika, B-Vitaminen, Hormonen (Thyrotropin Releasing Hormon) und Coenzymen (Coenzym Q10) und publizierte über 700 Veröffentlichungen. Im Jahr 1960 erhielt er die Perkin Medal. Von 1963 bis 1968 war er Direktor des Stanford Research Institute. Im Jahr 1968 wurde er Professor an der University of Texas.
Karl heiratete 1932 Selma Leone Johnson. Aus dieser Ehe entsprangen Cynthia Carol, welche den Yale-Professor James D. Jamieson heiratete, und Richard Karl Folkers.

## Auszeichnungen
- Mead Johnson and Company awards for research on the vitamins of the B-complex
- American Chemical Society Award in Pure Chemistry
- Perkin Medal of the Society of Chemical Industry (1960)
- William H. Nichols Medal from the New York Section of the American Chemical Society
- the Spenser Award of the Kansas City Section of the American Cancer Society
- Van Meter Prize of the American Thyroid Association
- Priestley Medal of the Board of Directors of the American Chemical Society
- Mitglied der National Academy of Sciences (1948)
- Präsident der American Chemical Society (1962).
- Ehrentitel des Philadelphia College of Pharmacy, der Universität von Uppsala, der University of Wisconsin, der University of Illinois und der University of Bologna.
- Presidential Certificate of Merit from Harry S. Truman (1950)
- The President’s National Medal of Science from George Bush (1990)